# Stephan Simeon
Stephan Simeon (* 5. Mai 1927 in Luzern; † 18. Dezember 2017) war ein Schweizer Komponist, Organist  und Chorleiter.

## Leben und Wirken

### Ausbildung und Lehrtätigkeit
Stephan Simeon wurde 1927 in Luzern geboren, wo er auch die Schulen bis hin zur Matura besuchte.
Neben dem Studium der Theologie absolvierte er seine musikalischen Studien an der Musikakademie Zürich, an der Kirchenmusikschule Luzern und an der Hochschule für Musik Freiburg. Er wurde diplomiert als Chorleiter und als Organist und erhielt einen Ausweis in Komposition bei Wolfgang Fortner.
Simeon war in den Jahren 1967 bis 1987 Lehrer für Kontrapunkt, liturgisches Orgelspiel und Dirigieren an der Akademie für Schul- und Kirchenmusik in Luzern.

### Chorleitung
Von 1970 bis 1991 leitete er die Jugendsingwochen der Engadiner Kantorei im Kulturzentrum Laudinella in St. Moritz. Als Nachfolger von Hannes Reimann wirkte er hier bis 1979 gemeinsam mit Edwin Nievergelt, anschliessend zusammen mit Monika Henking. Unter seiner Leitung fand dort eine Öffnung im Sinne der  Ökumene statt. Der jeweils neu zusammengesetzte Chor unternahm jährliche Konzertreisen innerhalb Graubündens und der übrigen Schweiz, gelegentlich auch nach Frankreich, Israel und in die USA.
Von 1972 bis 1996 dirigierte Simeon die Aargauer Lerche der Engadiner Kantorei. Beim Akademiechor Luzern stand er von 1975 bis 1980 am Pult. Vor allem auf dem Gebiet der a-cappella-Chormusik verfolgte er mit seinen Gesangsensembles eine rege Konzerttätigkeit. In St. Moritz und in der Vorarlberger Propstei St. Gerold führte er bis ins Jahr 2001 Chorsingwochen durch.

### Komposition
Stephan Simeon schrieb insbesondere geistliche Vokalmusik. Darunter befinden sich Kantaten und Motetten, mehrere Vertonungen von Psalmen und ganze Gottesdienstmusiken. Die Texte sind vornehmlich deutsch, gelegentlich auch lateinisch oder rätoromanisch. Auch schrieb er mehrere Liedsätze im Orgelbuch zum Katholischen Gesangbuch der deutschsprachigen Schweiz.
«Sein Opus umfasst kleinere und grössere Chor- und Orgelwerke, teils mit Instrumental- und Orchesterbegleitung vor allem im Bereich geistlicher und liturgischer Musik, vereinzelt auch Orchesterwerke und Lieder. Seine Kompositionsweise lehnt sich stark an die Zwölfton- und Reihentechnik an mit besonderer Vorliebe für den kontrapunktischen, polyphonen Satz.»

## Kompositionen (Auswahl)

### Orgelmusik
- Hymnus. op. 1. 1965.
- Doxologie. op. 2. 1965–1970.
- Zwei Choralvorspiele: «Freu Dich, erlöste Christenheit», «Der Geist des Herrn erfüllt das All.» op. 35a&b. 2001.
- Kleine Choralpartita über «Wer nur den lieben Gott lässt walten». Müller & Schade, Bern 2001. (= Reihe Schweizer Orgelmusik, 7.)

### Vokalmusik
- Adventskantate. op. 11. Texte: Josef Griesbeck, Rainer Maria Rilke, Maria Luise Thurmair. Für Alt und Tenor, Sprecher, Chor (4-stimmig), Harfe, Streichorchester und Gemeinde.  1987.
- Cierto Cansancio. op. 12. Text von Pablo Neruda. Für Soli (SATB), Sprecher, Chor (4-st), Halbchor (Ensemble), Holzbläser, Streicher und Orgel. 1988.
- Ego sum lux mundi – Ich bin das Licht der Welt. Motette zu sechs Stimmen (Chor und Soli). 1991.
- Hochgebet Synode 72. Für Priestergesang, vierstimmigen Chor, Gemeinde und Orgel (mit Aufführungsvarianten ohne Chor). Opus 9.  (= Ausgaben der Kirchenmusikschule Luzern, Nr. 12.) Schweizer Kirchenmusikschule, Luzern 1976.
- Ich bin das Licht der Welt. op. 23. Wortgottesdienstmusik für gemischten Chor (4-st), Bläser, Orgel und Gemeindegesang. 1998–1999. (Originalkompositionen von Stephan Simeon und Liedbearbeitungen aus dem neuen katholischen Kirchengesangbuch.)
- Laudate Dominum. Psalmmotette für gemischten Chor a cappella. 1974.
- Psalm 95: «Kommt lasst uns jubeln». Für Orgel, Tenor-Solo und Chor (Unisono). Schweizerische Föderation Europa Cantat, 1991.
- Psalm 84: «Wie lieblich sind deine Wohnungen, Herr!» Für vierstimmig gemischten Chor a cappella. 2004.
- Psalm 150. op. 22. Für gemischten Chor (4–8-st), Flöte, Schlagzeug und Orgel. 1997.
- Missa simplex. Drei Messgesänge zum neuen Ordo missae. Für Männerchor, Gemeinde und Orgel. Cron, Luzern 1969.
- «Werden – Vergehen – Sein» – Das Jahr in biblischen Bildern als Symbol der Schöpfung und des Menschen. op. 10. Texte aus der Zürcher Bibel. Kantate für gemischten Chor (4 bis 8stimmig), Sopran- und Tenor-Solo, Bläser, Schlagzeug und Orgel. 1979–1982.

### Herausgeberschaft
- Choralvorspiele zum Katholischen Kirchengesangbuch der Schweiz. Cron, Luzern c. 1970.

### Schriften
- Konfrontation der heutigen Komponisten mit den Erfordernissen und Grenzen liturgischer «Gebrauchsmusik». In: Musik und Gottesdienst, 28/5 (1974), S. 106–109.[4]